# Brabant-lès-Villers
Brabant-lès-Villers is een voormalige gemeente in het Franse departement Meuse in de toenmalige regio Lotharingen.

## Geschiedenis
De gemeente werd in 1973 gevormd door de fusie van de gemeenten Brabant-le-Roi en Villers-aux-Vents. Brabant-lès-Villers maakte deel uit van het arrondissement Bar-le-Duc en van het kanton Revigny-sur-Ornain. Brabant-le-Roi was het westelijke deel van de gemeente, Villers-aux-Vents het oostelijk. Het dorpscentrum van Brabant ligt ongeveer 2,5 ten zuidwesten van dat van Villers.
In 1982 werd de fusie ongedaan gemaakt en werden de voormalige gemeenten weer hersteld.